# Cassian Schmidt
Cassian Schmidt (geboren 1963 in Essen) ist ein deutscher Landschaftsarchitekt und Gärtnermeister. Er gilt als einer der Begründer und Entwickler des „New German Style“ in der Gartenarchitektur.

## Leben
Nach seiner Ausbildung war Schmidt zunächst als Gärtner im Garten- und Landschaftsbau tätig, später in der Staudengärtnerei Gräfin von Zeppelin  und in der Staudengärtnerei von Kurt Bluemel. Dort kam er mit Wolfgang Oehme und James van Sweden in Kontakt, Vertretern des „New American Garden“. Sie weckten sein Interesse an Gräserverwendung und an Präriepflanzen.
Von 1998 bis 2023 war Schmidt Leiter des Schau- und Sichtungsgartens Hermannshof in Weinheim. Seit 2010 ist Schmidt Honorarprofessor für Pflanzenverwendung und Pflanzplanung an der Hochschule Geisenheim University, im Studiengang Landschaftsarchitektur.

## Werk
Cassian Schmidt beschäftigt sich mit Staudenpflanzungen im öffentlichen Raum und im Privatgarten und der Auswahl stressresistenter und standortangepasster Staudenmischungen. Ein weiterer Schwerpunkt sind insektenfreundliche Pflanzen und Pflanzen, die auch angesichts des Klimawandels mit geringem Pflegeaufwand auskommen. Dazu erforschte er über 20 Jahre lang experimentell im Schau- und Sichtungsgarten Hermannshof verschiedene Pflegestrategien und den Umgang mit der natürlichen Dynamik von Staudenpflanzungen. Für die Fachwelt vollkommen überraschend, kündigte die Eigentümerin des Schau- und Sichtungsgarten Hermannshof Schmidts Vertrag im Februar 2023, nachdem der wissenschaftlich ausgerichtete Sichtungsgarten durch eine Satzungsänderung zur bloßen „Ortsverschönerung“ herabgestuft worden war. Im Anschluss forderten der Bund deutscher Staudengärtner, der Bund deutscher Baumschulen, der Bund deutscher Friedhofsgärtner sowie die Internationale Stauden-Union in einem Brief Aufklärung. Die Verbände hatten in die Forschung des Sichtungsgartens investiert um im Gegenzug die Ergebnisse für ihre Pflanzungen verwerten zu können. Die Eigentümerin verweigert Schmidt seither den Zugang zum Garten und untersagt auch Fachführungen. Der unabhängige wissenschaftliche Beirat des Sichtungsgartens war in die Entscheidung nicht eingebunden, wie der Gartenbauprofessor Bernd Hertle betont:  die Entscheidung sei „überraschend, erschütternd und nicht nachvollziehbar“.
Der von Schmidt mitgeprägte und entwickelte sogenannte „New German Garden Style“ arbeitet mit scheinbar wild zusammengesetzten, tatsächlich aber durchdachten und präzise umgesetzten Staudenpflanzungen. Die robusten Pflanzen wachsen bunt durcheinander und erscheinen möglichst natürlich gewachsen, der Pflegeaufwand ist gering. Die Kombinationen der Pflanzen wurden in jahrelangen Sichtungen an unterschiedlichen Standorten wissenschaftlich getestet.
Seine Forschungen fanden beispielsweise bei der Gestaltung des High Line Park in Manhattan und dem von Piet Oudolf gestalteten Garten des Vitra Design Museums in Weil am Rhein Anwendung.